# Ptychophis flavovirgatus
Ptychophis flavovirgatus — вид змій родини полозових (Colubridae). Ендемік Бразилії. Це єдиний представник монотипового роду Ptychophis.

## Поширення і екологія
Ptychophis flavovirgatus мешкають у прибережних районах на південному сході Бразилії, у штатах Ріу-Гранді-ду-Сул, Санта-Катарина і Парана, а також на південному сході Мінас-Жерайса й Ріо-де-Жанейро. Вони живуть у відкритих прибережних зонах, пов'язаних з атлантичними лісами. Ймовірно, живляться рибою. Живородні.